# August Nathanael Grischow
August Nathanael Grischow (russisch Августин Нафанаил Гришов; * 29. September 1726 in Berlin; † 4. Juni 1760 in Sankt Petersburg) war ein deutscher Mathematiker und Astronom.

## Leben
August Nathanael Grischow war ein Sohn des Mathematikers und Meteorologen Augustin Grischow. Er studierte die Wissenschaft seines Vaters unter dessen Leitung und ging dann zur weiteren Ausbildung in der Astronomie auf Reisen. Von 1745 bis 1749 war er Direktor der alten Berliner Sternwarte. 1749 wurde er anstelle seines damals verstorbenen Vaters Mitglied der Preußischen Akademie der Wissenschaften. 1750 wurde er Professor der Optik an der Berliner Akademie der Künste. Schon 1751 gab er die Stellung auf, um Professor der Astronomie und Mitglied der Russischen Akademie der Wissenschaften in Sankt Petersburg zu werden. Dort beschäftigte er sich hauptsächlich mit der Theorie der Parallaxe von Himmelskörpern, vor allem des Mondes. 1749 wurde er korrespondierendes Mitglied der Académie des sciences in Paris.

## Publikationen
- Methodus investigandi parallaxin lunae et planetarum.
- Observationes circa longitudinem penduli simplices institutae. 1760